# Conferència de Malta
La conferència de Malta fou una reunió celebrada del 30 de gener al 3 de febrer de 1945 entre el president Franklin D. Roosevelt dels Estats Units i el primer ministre Winston Churchill del Regne Unit, a l'illa de Malta. L'objectiu de la conferència era planificar la campanya final contra els alemanys amb els caps de l'estat major combinat (els caps de l'Estat Major Conjunt dels Estats Units i el comitè de caps d'estat major britànics). Els dos líders van acordar que no era desitjable que l'Exèrcit Roig avancés per Europa central. La conferència va rebre els noms en codi ARGONAUT i CRICKET, entre d'altres.

## Participants
Entre els participants de la conferència hi havia el secretari d'estat nord-americà Edward R. Stettinius, l'ambaixador Harriman, Harry L. Hopkins, el general George C. Marshall, l'almirall Ernest J. King, l'almirall Leahy, el primer ministre Winston Churchill, el secretari britànic d'exteriors Anthony Eden, el major general Laurence S. Kuter (representant del general H.H. Arnold que no va poder assistir per malaltia), el mariscal de camp H. Maitland Wilson, el mariscal de camp sir Alan Brooke, el mariscal de l'aire sir Charles F. A. Portal, l'almirall sir A.B. Cunningham, el general sir Hastings L. Ismay i el major general Jacob.

## 30 de gener de 1945

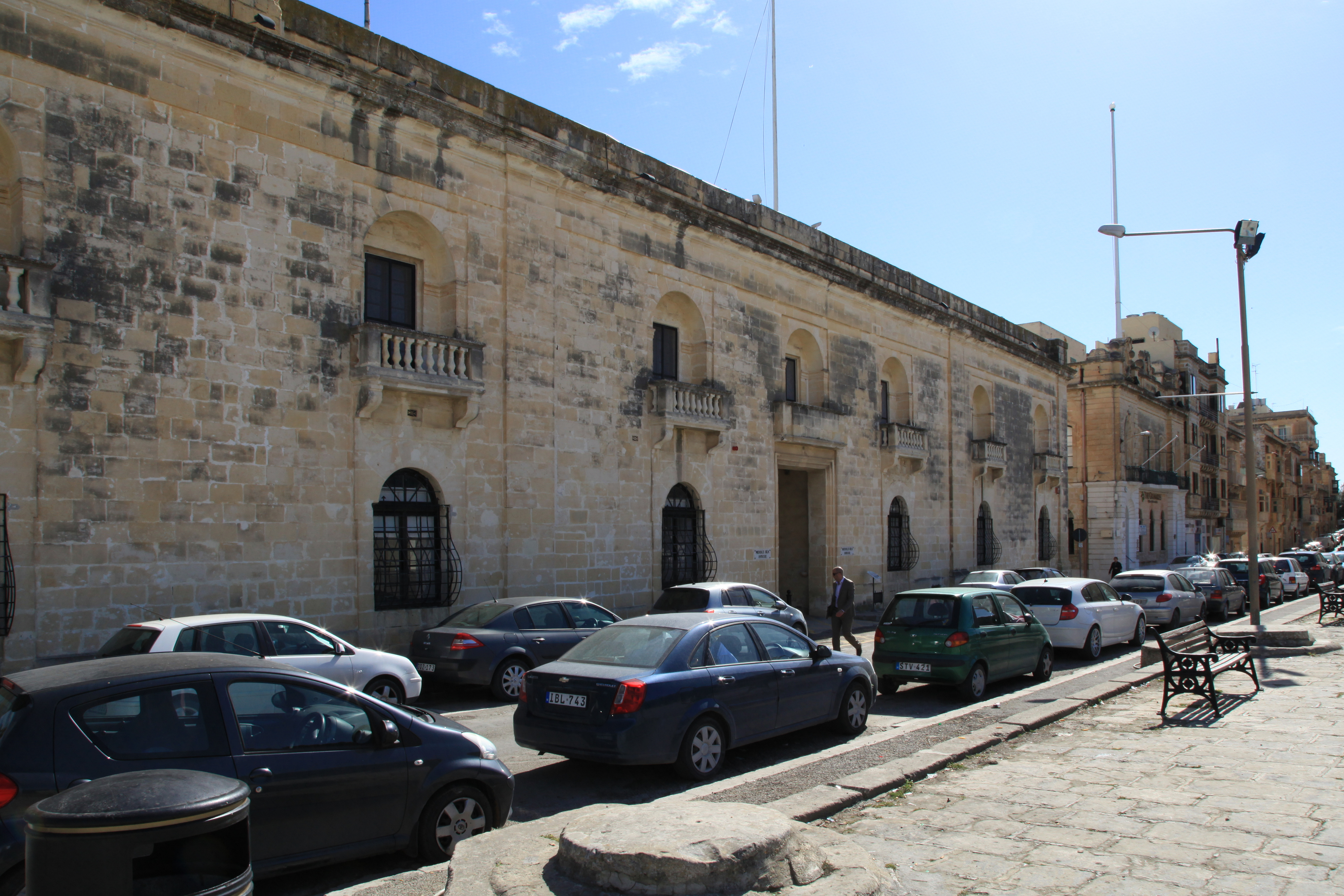
La conferència es va celebrar a la Casa Montgomery de Floriana

Dimarts, 30 de gener de 1945, a les 10.00 hores, els caps de l'estat major conjunt es van reunir a Montgomery House, a Floriana. Hi eren presents el general de l'Exèrcit Marshall, l'almirall King, el major general Kuter, el tinent general Somervell, el tinent general Smith, el contraalmirall Duncan, el contraalmirall McCormick, el general major Bull, el general major Hull, el general major Wood, el general major Anderson, el general de brigada Loutzenheiser, el general de brigada Lindsay, el capità McDill, el coronel Peck, el coronel Dean i el coronel Lincoln.
Les actes mostren que van treballar sobre els temes a tractar a la propera Conferència d'estats majors entre Estats Units i Anglaterra, es va fer una revisió global de l'enviament de carregaments i es va discutir l'estratègia al nord-oest d'Europa.
Si bé la conferència va començar el 30 de gener de 1945, Roosevelt no va arribar fins al 2 de febrer, l'últim dia de la conferència.